# Década de 320
Século: Século III - Século IV - Século V
Décadas: 290 300 310 - 320 - 330 340 350
Anos: 320 - 321 - 322 - 323 - 324 - 325 - 326 - 327 - 328 - 329